# MovieTime
MovieTime est une chaîne de télévision canadienne spécialisée de catégorie B appartenant à Corus Entertainment. Elle diffuse des films populaires d'action et d'aventure (avec pauses publicitaires) ainsi que quelques émissions de divertissement.

## Histoire
Après avoir obtenu une licence du CRTC en 2000 pour une chaîne spécialisée numérique nommée Adventure « consacré à une programmation d'action et d'aventure incluant tout l'éventail des films et des séries d'action et d'aventure contemporains, y compris les westerns classiques, les rodéos et les spectacles hippiques western », la chaîne est entrée en ondes le 7 septembre 2001 sous le nom de Lonestar.
Dès son lancement, la programmation consistait de contenu western, dont des films, séries télé et émissions de style de vie rurale. Quelques années plus tard, on y retrouvait moins de contenu western et plus de films d'action et d'aventures.
Le 21 août 2008, Canwest annonce que Lonestar change de nom pour MovieTime qui a pris effet le 6 octobre 2008. Tout le contenu western a été retiré. Une journée typique de programmation débute habituellement à 6 h ou 7 h du matin avec un film canadien, puis trois ou quatre films américains sont diffusés en rotation au moins deux fois durant la journée jusqu'à 6 h le lendemain. Des émissions produites par Canwest telles que Whatever Happened To…? et TV With TV's Jonathan Torrens ou la série Highlander sont utilisés pour remplir les quotas quotidiens minimales de contenu canadien. De nombreuses pauses publicitaires interrompent les films. Des infopublicités sont diffusées les fins de semaine.
La version haute définition a été lancée le 12 mars 2010.
Le 27 octobre 2010, Shaw Media a fait l'acquisition de Canwest.
Depuis le 1er avril 2016, Shaw Media appartient désormais à Corus Entertainment.